# WWE 2K19
WWE 2K19 – komputerowa gra sportowa o tematyce wrestlingu, stworzona przez studia Yuke's i Visual Concepts. Została wydana przez 2K Sports na platformy PlayStation 4, Xbox One i Microsoft Windows. Jest to dwudziesta gra z serii WWE i szósta wydana pod nazwą WWE 2K. Założeniem gry jest odzwierciedlenie uniwersum WWE, w tym jego najważniejszych gałęzi branżowych – WWE SmackDown, WWE Raw, 205 Live i WWE NXT. Gra posiada kilka trybów rozgrywki – standardowa walka na arenie lub zapleczu, prowadzenie własnej kariery zawodnika WWE, odgrywanie różnych sytuacji we własnym uniwersum oraz możliwość odegrania historycznych walk wrestlerskich w trybie Showcase. Istnieje też możliwość personalizacji i tworzenia własnych uniwersów, programów, czołówek, aren, pasów mistrzowskich, walizek Money in the Bank, rodzajów walk, zawodników, a także ich ruchów, charakteru, sposobów wejścia na arenę, sposobów celebracji zwycięstwa oraz filmów promocyjnych ich na TitanTronie.

## Rozgrywka

### Zmiany względem poprzedniej części
Do gry wprowadzono 20 nowych typów walk.
W trybie Universum można do jednego brandu przypisać 6 różnych pasów mistrzowskich. Zamiast pasów można dodawać też walizki, które wygrywa się w starciach Money in the Bank ladder match. Dodano też możliwość ustawiania częstotliwości wystąpień różnych rodzajów walk w brandzie, dodania do trzech menedżerów do wrestlera oraz pomijania walk z wyborem kto tę walkę wygra.
Do samych walk dodano system Payback. Każdy wrestler ma przypisane dwa bonusy, które odblokowują się w trakcie walki i mogą pomóc, kiedy gracz przegrywa walkę. Klatki w walkach typu Steel Cage i Hell in a Cell są większe i łatwiej zniszczyć jej ścianę. Próba opuszczenia klatki aktywuje nową mini grę, polegającą na wciskaniu przycisków, które pojawiają się na ekranie. Dodano możliwość opuszczenia klatki także drzwiami, po poproszeniu sędziego, aby je otworzył. Można też zadecydować o tym, czy i kiedy w walkę ma interweniować posiadacz walizki Money in the Bank.
Zmniejszono liczbę stylów walki przypisywanych do poszczególnych wrestlerów z 8 do 5. Przebudowano drzewo umiejętności i uzależniono je od stylu walki.
Wprowadzono tryb Towers, umożliwiający graczowi udział w turniejach przeciwko komputerowym przeciwnikom, w których trzeba pokonać kolejnych wrestlerów. Istnieją różne rodzaje turniejów oraz specjalne turnieje, dostępne tylko w określonym czasie.
W trybie personalizacji wrestlera dodano funkcję losowania detali i kopiowania strojów między różnymi wersjami dla tego samego wrestlera.
Do gry powrócił tryb Showcase.
Zmianie uległ także roster. W przeciwieństwie do WWE 2K18, w grze nie pojawiają się: Albert, Big Cass, Buddy Roberts, Bushwhacker Butch, Bushwhacker Luke, Darren Young, Earthquake, Enzo Amore, Emma, JBL, Jimmy Garvin, Kerry Von Erich, Kevin Von Erich, Larry Zbyszko, Mark Henry, Michael Hayes, Mick Foley, Neville, Nikki Cross, Paul Ellering, Rich Swann, Rob Van Dam, Sawyer Fulton, Summer Rae, Tatsumi Fujinami, The Brian Kendrick Tommaso Ciampa, Typhoon i Tyson Kidd.

### Elementy rozgrywki

#### Walka
Podstawowym elementem rozgrywki WWE 2K19 występującym we wszystkich trybach rozgrywki jest walka na arenie lub na zapleczu, z udziałem wrestlerów zaimplementowanych w grze lub stworzonych przez użytkownika. Oprócz aren WWE i WCW do wyboru są także te należące do fikcyjnej niezależnej organizacji BCW. W sumie do wyboru są 43 gotowe areny: Backlash '18, Clash of Champions '17, Elimination Chamber '18, Extreme Rules '14, Extreme Rules '17, WWE Fastlane '18, Hell in a Cell '17, Mae Young Classic '17, WWE Main Event '18, Money in the Bank '18, Night of Champions '10, Night of Champions '12, NXT, NXT '10, NXT TakeOver: Brooklyn III, NXT TakeOver: Chicago, NXT TakeOver: New Orleans, NXT TakeOver: Philadelphia, Raw, Raw '13-'14, Raw is War '98, Royal Rumble '18, SmackDown '00, SmackDown Live, Starcade '83, SummerSlam '13, SummerSlam '17, SummerSlam '88, Survivor Series '17, WWE TLC: Tables, Ladders & Chairs '17, Velocity '03, WCW Halloween Havoc '98, WCW Monday Nitro '98, Wrestlemania XXX, WrestleMania 33, WrestleMania 34, 205 Live, High School Gym, High School Parking Lot, Japan Dome, Japan Hall, Metropolitan Center i Mexico Plaza.
W walce gracz może atakować przeciwnika różnymi ciosami, kopniakami i innymi manewrami wrestlerskimi. Aby wygrać, należy spełnić warunki danego typu walki (np przypięcie w zwykłej walce lub doprowadzenie do poddania w submission match). Gracz może też tworzyć własne rodzaje walk. Ciosy przeciwnika można zablokować, jednak liczba możliwych blokad jest ograniczona. Po wykorzystaniu możliwości blokady trzeba odczekać określoną ilość czasu, zanim ta się odnowi. Zawodnik może też wykonywać tak zwane taunty, dzięki którym może zasygnalizować partnerowi lub przeciwnikowi aby wstał, czasowo zwiększyć siłę ataku lub czasowo zwiększyć szybkość zwiększania się momentum. Poziom momentum wzrasta z każdym udanym atakiem. Po zdobyciu 100 punktów momentum zawodnik może wykonać charakterystyczny dla siebie atak, a po zdobyciu 150 punktów finisher lub OMG. OMG to akcja wykonywana w konkretnym miejscu na arenie lub za kulisami i wykorzystująca do ataku najbliższe środowisko. Do walki można także wykorzystać leżące w pobliżu przedmioty, lecz w niektórych typach walk sędzia może za to zdyskwalifikować zawodnika. Jeśli wrestler zostanie mocno pobity, zaczyna krwawić. Zawodnik może też korzystać z pomocy menedżera, który może odwracać uwagę sędziego lub chronić go przed przeciwnikiem, jeśli obaj zawodnicy opuszczą ring. Jeśli menedżer będzie angażował się w walkę za bardzo, zostanie odesłany przez sędziego. Kobiety nie mogą walczyć z mężczyznami, ani krwawić.
Nowością w tej odsłonie gry jest system Payback. Każdy wrestler ma w ramach tego systemu dwa bonusy, których może użyć w walce, jeśli wystarczająco długo był atakowany. Liczba możliwości użycia bonusu drugiego poziomu jest ograniczona. Wśród bonusów pierwszego poziomu są: udawanie nieprzytomnego, przyspieszenie, zwiększenie mocy uderzeń, natychmiastowa regeneracja, automatyczna obrona i dodatkowa obrona. Wśród bonusów drugiego poziomu są: dodatkowy finisher, ucieczka przed eliminacją, wzrost adrenaliny, wzrost obrony, chwyt poniżej pasa, trująca mgła, użycie kastetu (sędzia może za to zdyskwalifikować), interwencja sojusznika, kradzież manewru przeciwnika i teleportacja.
Walki są oceniane za pomocą umownych gwiazdek (od 0 do 5 z możliwością otrzymania pół gwiazdki). Gracz może obserwować wzrost oceny w trakcie walki. Na ocenę wpływają takie zdarzenia jak varied offence (z ang. zróżnicowana ofensywa), defencive powers (z ang. moc defensywna) i memoriable moments (z ang. pamiętne chwile).
Każdej walce towarzyszy komentarz Michaela Cole'a, Coreya Gravesa i Byrona Saxtona. Na sytuacje reaguje również publiczność bijąc brawa, bucząc lub skandując różne hasła, czasem związane z konkretnym uczestniczącym w walce wrestlerem. Wchodzących na ring zawodników zapowiada JoJo, która później także ogłasza zwycięzcę.
| 1 na 1 | 2 na 2 | Triple Threat                                                                                          | Fatal 4-way | 5 osób                                                                            | 6 osób | 8 osób                                                                                        | Handicap                                                             | Royal Rumble                  | Tournament        |
| --- | --- | --- | --- | --------------------------------------------------------------------------------- | --- | --------------------------------------------------------------------------------------------- | -------------------------------------------------------------------- | ----------------------------- | ----------------- |
| - Normalny - Falls Count Anywhere - Walka na zapleczu - Extreme Rules - Ladder - Table - TLC - Hell in a Cell - Steel Cage - Iron Man - Last Man Standing - No Holds Barred - Submission | - Normalny - Tornado Tag - Extreme Rules - Steel Cage - Hell in a Cell - Table Tag - Ladder Tag - TLC Tag | - Normalny - Extreme Rules - Ladder - Table - TLC - Hell in a Cell - Steel Cage - Falls Count Anywhere | - Normalny - Extreme Rules - Ladder - Table - TLC - Hell in a Cell - Steel Cage - Battle Royal - Falls Count Anywhere | - Normalny - Extreme Rules - Ladder - Table - TLC - Hell in a Cell - Battle Royal | - Normalny - Tag Team - Tornado Tag - Triple Threat Tornado Tag - Ladder - Ladder Tag - Ladder Triple Tag - Hell in a Cell - Hell in a Cel Tag - Hell in a Cell Triple Tag - Table Tag - Table Triple Tag - Ladder Tag - Table Tag - Table Triple Tag - TLC Tag - TLC Triple Tag - Battle Royal - Elimination Chamber | - Normalny - Tag Team - 4-way Tornado Tag - Ladder - Ladder Tag - Ladder 4-way - Battle Royal | - 1 na 2 - 1 na 2 Tornado Tag - 1 na 3 - 1 na 3 Tornado Tag - 2 na 3 | - 10 osób - 20 osób - 30 osób | - 1 na 1 - 2 na 2 |

#### Promo
Promo występują w trybach MyCareer i Universe. W tym trybie zawodnik sterowany przez gracza wychodzi na arenę i wyraża swoje emocje, wybierając jedno ze zdań, które są widoczne na ekranie. Czas na wybór wypowiedzi jest ograniczony. Gracz dokonując wyboru wpływa na reakcje publiczności, która może zacząć wiwatować lub buczeć. Im więcej spójnych wypowiedzi, tym wyższa jest jej ocena. W niektórych trybach w promocji bierze udział dwóch wrestlerów. Wówczas promocję wygrywa ten, kto otrzyma wyższą ocenę. W promocji można też wykorzystać zdolności specjalne. Jedną z nich jest uderzenie przeciwnik mikrofonem, co prowadzi do walki i zakończenia promo. Są następujące rodzaje promocji:
- Self-Promotion: – monolog prowadzony w celu zyskania popularności. Czasem może zostać zakłócony przez niespodziewane pojawienie się innego zawodnika.
- Call Out: Wywołanie innego zawodnika w celu rozpoczęcia potyczki słownej. Może to doprowadzić do wielotygodniowej rywalizacji.
- Turn Face: Jeśli zawodnik jest heelem, ten rodzaj promocji przemienia go w face'a.
- Turn Heel: Jeśli zawodnik jest face'em, ten rodzaj promocji przemienia go w heela.
- Form Tag-Team: Wywołanie innego zawodnika w celu złożenia mu oferty utworzenia Tag Teamu.
- Break-up Tag-Team: Wywołanie swojego partnera z Tag Teamu w celu rozwiązania zespołu[3].

#### Virtual Currency
Za promocje i walki na arenie w dowolnym trybie gracz otrzymuje punkty VC (od Virtual Currency, z ang. Waluta wirtualna). Liczba otrzymanych punktów zależy od oceny walk lub promocji. Za punkty gracz może usprawniać swoją postać w trybie MyCareer lub odblokowywać: stroje, areny, pasy mistrzowskie i zawodników.

#### MyPlayer
MyPlayer to nazwa postaci, stworzonej przez gracza na potrzeby uczestnictwa w trybach MyCareer, Road to Glory i Towers. Postać może być rozwijana za pomocą wirtualnej waluty (Virtual Currency).

### Tryby rozgrywki

#### Exhibition Match
Tryb, w którym gracz może wybrać rodzaj walki, arenę i zawodników, a następnie rozegrać pojedynczą walkę w trybie jednoosobowym lub dwuosobowym.

#### WWE Universe
Tryb Universe pozwala na stworzenie własnego wrestlingowego uniwersum, odgrywanie w nim dowolnych walk i segmentów promocyjnych, a także wpływanie na zdarzenia losowe. Same walki są wzbogacone o okazyjne zdarzenia, takie jak niespodziewana interwencja innych zawodników, atak uczestnika przed gongiem lub atak uczestnika po walce. Domyślnie w uniwesum znajdują się standardowe programy WWE (WWE Raw, 205 Live, WWE NXT i WWE SmackDown), ale gracz może je modyfikować, kasować i tworzyć własne. Modyfikowalne są także rostery, tag teamy, tytuły mistrzowskie i pozycje na listach pretendentów do tytułów. W danym momencie gracz może mieć zapisanych nie więcej, niż 3 uniwersa, a w jednym programie mogą występować nie więcej, niż 3 rywalizacje i 6 pasów mistrzowskich lub walizek Money in the Bank.

#### MyCareer

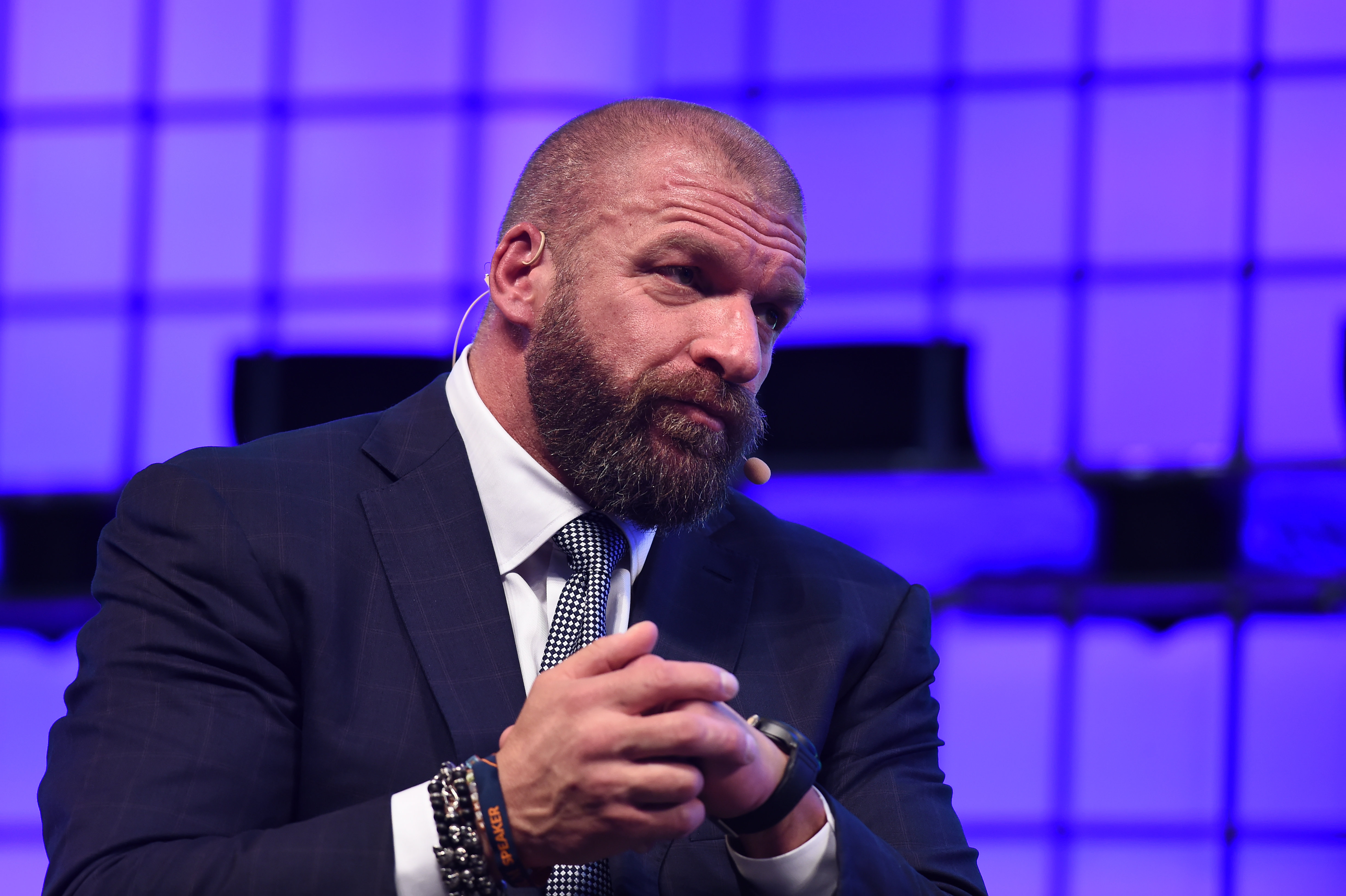
Triple H – główny antagonista w trybie kariery

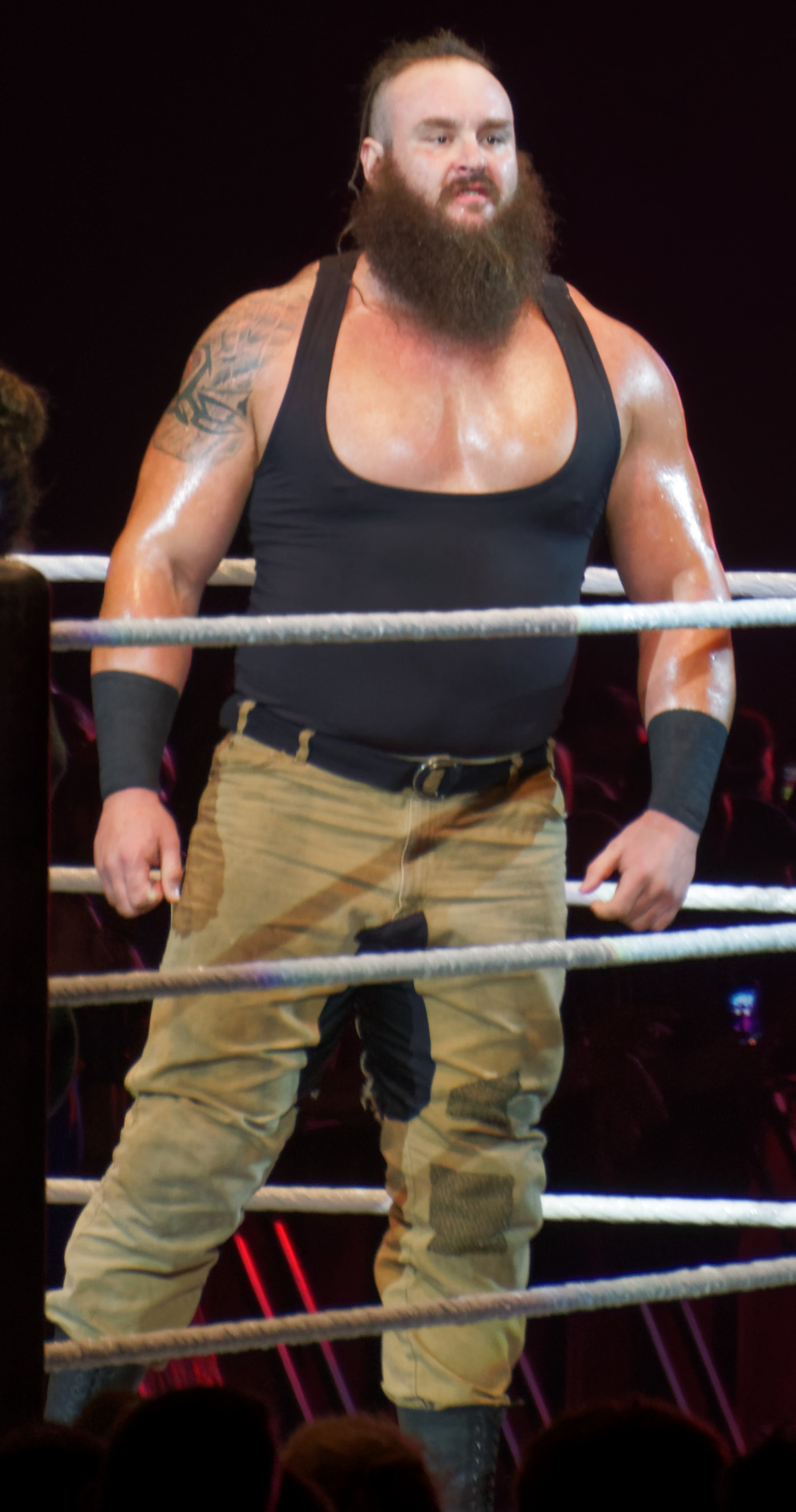
Braun Strowman – jeden z przeciwników i mistrz Universe w trybie kariery

Tryb kariery oferuje w pełni udźwiękowiony tryb fabularny, w którym gracz rozpoczyna karierę stworzoną przez siebie postacią w niezależnej organizacji BCW i pracuje nad swoim rozwojem, aby zostać przyjętym do WWE i zostać mistrzem Universe. W trakcie gry spotyka kilku fikcyjnych i wiele znanych wrestlerów. Pod wielu z nich głos podkładają prawdziwi wrestlerzy. Okazjonalnie gra pozwala graczowi podjąć decyzję co zrobi jego postać w przerywniku filmowym, jednak nie wpływają one na liniową fabułę. Po ukończeniu głównej linii fabularnej, następuje tryb wolnej rozgrywki.
Zawodnik, stworzony przez gracza jest ubogi i mieszka w vanie dezynfektora, który jest ostatnią rzeczą, jaka została mu po zmarłym ojcu. Z tego powodu nosi pseudonim ringowy Van Go. Walczy w organizacji niezależnej BCW, która organizuje gale na salach gimnastycznych i małych arenach. Właścicielem i komentatorem organizacji jest Baron Blade. Pewnego dnia galę BCW odwiedza Matt Bloom, aby sprawdzić czy Cole Quinn nadaje się na zawodnika WWE. Bardziej jednak spodobał mu się jego przeciwnik, czyli Van Go.
Van Go debiutował w Raw. Jego pierwszym przeciwnikiem jest Braun Strowman, który pokonuje go bez większych trudności. Będący w zarządzie WWE Triple H docenia jednak występ głównego bohatera i oferuje mu kontrakt z brandem rozwojowym NXT. Po opuszczeniu areny wygłasza pewną siebie przemowę do filmujących go fanów, w której żartuje, że Triple H powinien go od razu przenieść do głównego rosteru. Nagle Vana atakuje postać w czerwonej masce, z którą wdaje się w bójkę. Nagranie zostało opublikowane w internecie. Triple H nie jest zadowolony, że zawodnik źle wyraża się o NXT i wdaje się w bójkę z fanami, więc zwalnia go.
Główny bohater powraca do BCW, gdzie ze względu na rozgłos, jaki przyniosło mu nagranie, otrzymuje nowy pseudonim ringowy, Buzz. W czasie jednej z gal, organizowanej w Meksyku, kiedy główny bohater walczy z El Mago, zostaje zaatakowany przez napastnika w czerwonej masce. Napastnik zostaje złapany, ale okazuje się, że to tylko fan, a nie osoba, która zaatakowała go po walce ze Strowmanem. Wkrótce BCW organizuje swoją pierwszą walkę w klatce. Triple H jest niezadowolony, że zawodnik, którego zwolnił, zyskuje rozgłos i wykorzystując kruczki prawne legalnie sabotuje transmisję gali.
Buzz i Cole Quinn postanawiają w odwecie wtargnąć na ring w czasie gali NXT. Atakują Johnny’ego Gargano, gdy ten wchodzi na ring i odchodzą. Tydzień później przychodzą na kolejną galę przebrani za klasycznych zawodników WWE. Po wtargnięciu na ring pokonują trójkę ochroniarzy, a następnie The Authors of Pain, Johnny’ego Gargano, Kassiusa Ohno i The Undisputed Era (Bobby’ego Fisha i Kyle O’Reilly). Potem wyznają publiczności, że Triple H sabotuje organizację BCW. Triple H przerywa najeźdźcom i proponuje Buzzowi specjalną walkę w NXT. Przeciwnikiem głównego bohatera okazuje się tajemniczy zamaskowany zawodnik, przez został zwolniony z WWE za pierwszym razem. Buzz pokonuje przeciwnika i demaskuje go. Okazuje się nim być Baron Blade, który nie chciał stracić najlepszego zawodnika. Okazuje się też, że Triple H kupił kontrakt Buzza od Blade'a, aby uniemożliwić mu występy w jakichkolwiek organizacjach. Menedżerowie generalni WWE, Kurt Angle i Daniel Bryan, postanawiają jednak wykorzystać tę okazję, aby rekrutować Buzza do jednego z brandów WWE. Buzz zostaje przyjęty do WWE SmackDown.
W Smackdown Buzz rywalizuje z Bobbym Roode’em i ostatecznie pokonuje go w walce o mistrzostwo WWE United States. Wkrótce do konfliktu przyłącza się Sami Zayn, który przebrany za napastnika w czerwonej masce naigrawał się z głównego bohatera, a także jego partner tag teamowy Kevin Owens. W końcu Buzz traci tytuł na rzecz Kevina Owensa przez interwencję Randy’ego Ortona. Buzzowi udaje się ostatecznie pokonać jednego i drugiego. W międzyczasie Cole Quinn został gwiazdą wrestlingu w Japonii. Wkrótce sam Buzz podróżuje do Japonii i pokonuje Shinsuke Nakamurę oraz A.J. Stylesa w walce typu Triple Threat, zyskując przy tym szacunek tego drugiego. Styles parokrotnie pomaga głównemu bohaterowi. Nową gwiazdą WWE interesuje się także John Cena. Wkrótce Buzz pokonuje Ortona i Cenę w różnych pojedynkach. Następnie zostaje przeniesiony do Raw.
W Raw Buzz wychodzi z inicjatywą rywalizacji przeciwko The Mizowi i jego stajni The Miztourage. Ponieważ jednak Miz unika walki o swoje mistrzostwo WWE Intercontinental Championship, główny bohater tworzy własny tytuł, broniony w tylko w pojedynkach ze specjalnymi zasadami i ogłasza siebie inauguracyjnym mistrzem. Wkrótce pokonuje Miza w walce, w której zwycięstwa przejmuje oba mistrzostwa. Kurt Angle zmusza jednak Buzza, by zwakował jedno z posiadanych mistrzostw. Następnym rywalem głównego bohatera jest Bray Wyatt, który zakłóca jego celebracje, atakuje za kulisami i spala jego van. Gdy Wyatt porywa go i wywozi przed swój dom, Buzz mści się, nokautując Wyatta i spalając jego chatę. Z powodu kontuzji główny bohater traci też posiadane przez siebie mistrzostwo. Tymczasem Wyatt robi pranie mózgu Cole’owi Quinnowi i przeciąga go na swoją stronę. W rywalizacji Buzzowi pomagają Finn Bálor i Matt Hardy, który zaprowadza go do wieloświata, aby odnalazł swojego wewnętrznego demona. Buzz nieświadomie znika na całe tygodnie, ale po powrocie razem z Bálorem udaje mu się pokonać Wyatta i odzyskać Quinna.
W końcu Buzz rzuca wyzwanie mistrzowi Universe, Braunowi Strowmanowi. Triple H stara się, aby główny bohater nie zdobył mistrzostwa. Ten jednak wygrywa Elimination Chamber i przejmuje tytuł. Triple H reaktywuje The Evolution z Randym Ortonem i Batistą, by uprzykrzać życie nowemu mistrzowi. Ich konflikt został rozwiązany w walce trzech na trzech. Buzzowi pomagają Finn Bálor i A.J. Styles. Po walce jednak, partnerzy zdradzają głównego bohatera, a Styles wykorzystuje walizkę Money in the Bank, by przypiąć nieprzytomnego Buzza i przejąć tytuł. Tydzień później Styles i Bálor deklarowali, że Buzz osiągnął sukces tylko dzięki ich pomocy, ale nie zostali właściwie docenieni. Zapraszają też Barona Blade'a, aby wsparł ich dobrym słowem. Ten jednak wykorzystuje okazję, aby wyrazić żal za to, że sabotował karierę Buzza. Wreszcie na gali WrestleMania 34 główny bohater pokonuje Stylesa i odzyskuje mistrzostwo, a sędzia specjalny Triple H uznaje swoją porażkę i wyraża szacunek wobec nowego mistrza.

### Road to Glory
Tryb multiplayerowy, w którym gracze z całego świata mogą rywalizować swoimi postaciami MyPlayer. Organizowane są też okresowe gale specjalne.

### WWE Towers
W tym trybie gracz może wziąć udział w turnieju, polegającym na pokonywaniu kolejnych przeciwników. Poszczególne turnieje są posegregowane tematycznie. Istnieją dwa rodzaje turniejów: Gauntlet Tower, które trzeba ukończyć w jednej sesji i Steps Tower, który wymaga też ukończenia zadań specjalnych.

### Showcase

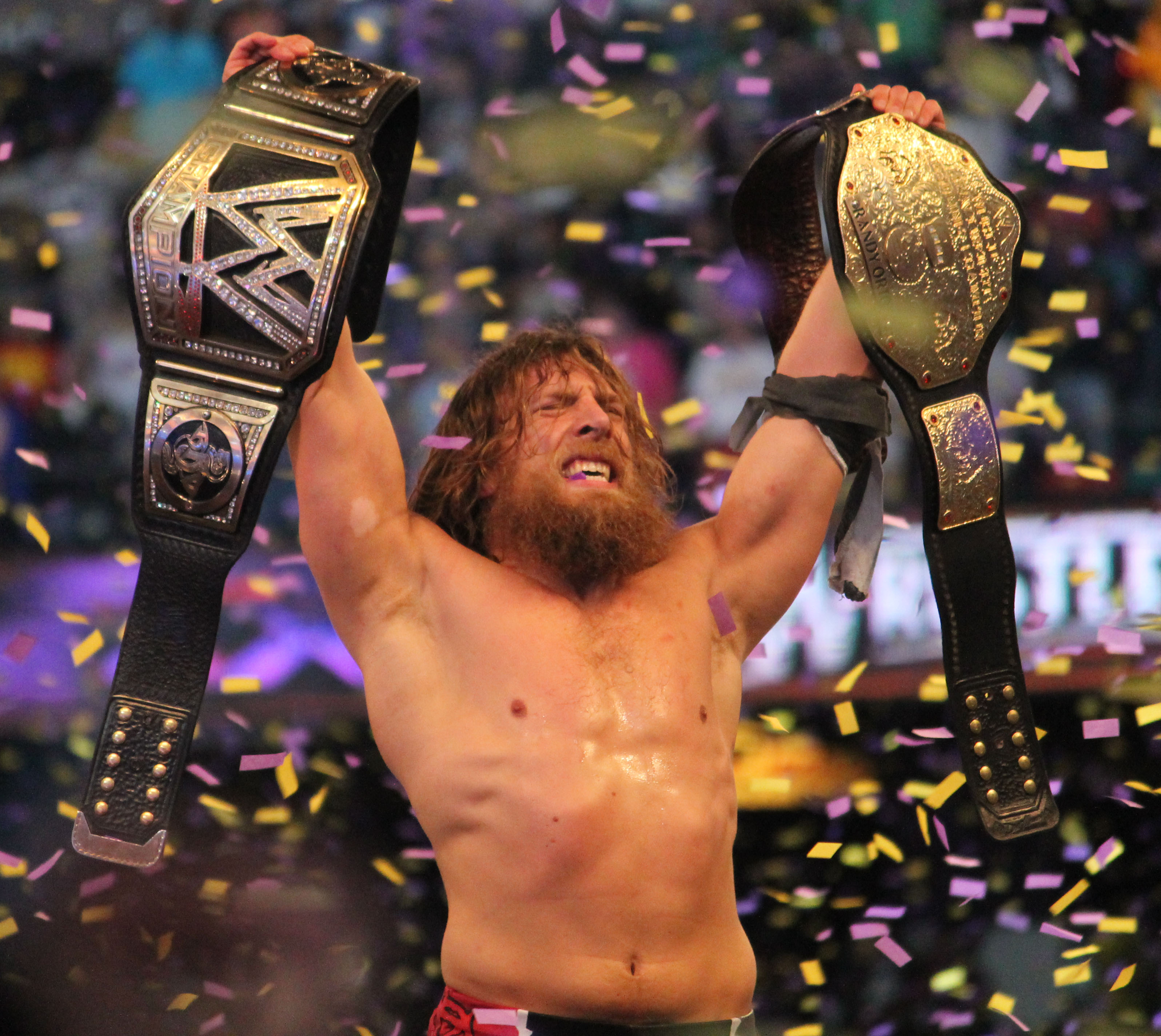
Daniel Bryan – główny bohater trybu Showcase.

W trybie Showcase wrestler Daniel Bryan na nagraniu filmowym opowiada o swojej karierze, a gracz ma możliwość odegrania klasycznych pojedynków z jego udziałem. Na końcu Bryan dywaguje nad tym jak wyglądałaby jego walka przeciwko jego pierwszemu gimmickowi, Byanowi Danielsonowi. Dostępne są następujące pojedynki w podanej kolejności:
- Bryan Danielson vs. John Cena – walka z 8 lutego 2003 na WWE Velocity
- Daniel Bryan vs. Chris Jericho – walka z 23 lutego 2010 na WWE NXT
- Daniel Bryan vs. The Miz (c) – walka o mistrzostwo United States Championship z 19 września 2010 na WWE Night of Champions
- Team Hell No (Daniel Bryan i Kane) vs. Kofi Kingston i R-Truth (c) – walka o mistrzostwo WWE Tag Team Championship z 16 września 2012 na WWE Night of Champions
- Daniel Bryan vs. Randy Orton – Walka typu Street Fight z 24 czerwca 2013 na WWE Raw
- Daniel Bryan vs. John Cena (c) – walka z 18 sierpnia 2013 na WWE SummerSlam z udziałem sędziego specjalnego Triple H-a
- Daniel Bryan i Bray Wyatt vs. The Usos – walka typu Tag Team Steel Cage Match na WWE Raw z 13 stycznia 2014
- Daniel Bryan vs. Triple H – walka z 6 kwietnia 2014 na  WrestleMania XXX
- Daniel Bryan vs. Randy Orton (c) vs. Batista – walka o mistrzostwo WWE World Heavyweight z 6 kwietnia 2014 na WrestleMania XXX
- Daniel Bryan vs. Kane – walka typu Extreme Rules Match o mistrzostwo WWE World Heavyweight z 4 maja 2014 na Extreme Rules
- Daniel Bryan i Shane McMahon vs. Kevin Owens i Sami Zayn – walka z 8 kwietnia 2018 na WrestleMania 34
- Daniel Bryan vs Bryan Danielson – fikcyjna walka na arenie WrestleMania 34[3][6]

### Tryb tworzenia
Gracz ma możliwość tworzenia i modyfikacji wielu elementów gry, takich jak areny, pasy mistrzowskie, walizki Money in the Bank, programy, materiały filmowe, rodzaje walki, a także zawodnicy i ich zestawy ruchów, sposoby wejść na areny oraz celebracje zwycięstw. Stworzone elementy można później publikować w zakłdace Community Creations, gdzie będą dostępne online dla innych graczy.

### Roster
W grze pojawiło się 252 wrestlerów i menedżerów (w podstawowej wersji gry i w DLC) opartych na 206 prawdziwych wrestlerach i menedżerach. Niektóre postacie są różnymi wariancjami tego samego wrestlera, na przykład Bryan Danielson i Daniel Bryan są w grze różnymi postaciami, choć obie są oparte na gimmickach Bryana Lloyda Danielsona. Trzy grywalne postacie są postaciami fikcyjnymi, powstałymi na potrzeby trybu kariery. Są to: Barron Blade, Cole Quinn i El Mago. Jedna postać zostaje odblokowana tylko po ukończeniu turnieju AJ Styles Million Dollar Tower w trybie rozgrywki Towers. Jest to AJ Styles Gold.
Menedżerowie nie mogą uczestniczyć w walce jako zawodnicy. Każdy wrestler i każda wrestlerka mogą jednak być menedżerami.
W poniższej tabeli wymieniono postacie z gry. Pogrubioną czcionką oznaczono te, które nie pojawiły się wcześniej w żadnej innej grze z serii WWE. Jeśli jest kilka różnych postaci opartych na tym samym prawdziwym wrestlerze, to ich nazwy znajdują się w nawiasie po nazwie tego wrestlera.
| Wersja gry lub DLC          | Typ postaci | Dostępne postacie |
| --------------------------- | ----------- | --- |
| Podstawowa wersja gry       | Wrestlerzy  | Adam Cole • Aiden English • AJ Styles (AJ Styles, AJ Styles Gold) • Akam • Akira Tozawa • Aleister Black • Alexander Wolfe • Andrade "Cien" Almas • André the Giant • Angelo Dawkins • Apollo Crews • Ariya Daivari • Bam Bam Bigelow • Baron Corbin • Baron Blade • Batista (Batista, Batista '10) • Big Boss Man • Big E • Big Show • Bo Dallas • Bobby Fish • Bobby Roode • Braun Strowman • Bray Wyatt (Bray Wyatt, Bray Wyatt '14) • Bret "Hitman" Hart • British Bulldog • Brock Lesnar • Brutus Beefcake • Cedric Alexander • Cesaro • Chad Gable • Charles Wright (The Godfather, Papa Shango) • Chris Jericho (Chris Jericho, Chris Jericho '00, Chris Jericho '10) • Christian • Cole Quinn • Curt Hawkins • Curtis Axel • Daniel Bryan (Bryan Danielson, Daniel Bryan, Daniel Bryan '10, Daniel Bryan '12, Daniel Bryan '13, Daniel Bryan '14) • Dash Wilder • DDP • Dean Ambrose • Dolph Ziggler • Drew Gulak • Drew McIntyre • Dusty Rhodes • Eddie Guerrero • Edge • El Mago • Elias • Epico Colón • Eric Young • Erick Rowan (Rowan, Eric Rowan '14) • Fandango • Finn Bálor (Finn Bálor, Finn Bálor Demon) • Gentelman Jack Gallagher • Goldberg • Goldust • Gran Metalik • Greg Valentine • Heath Slater • Hideo Itami • Jake Roberts • Jason Jordan • Jeff Hardy • Jey Uso (Jey Uso, Jey Uso '14) • Jim Neidhart • Jimmy Uso (Jimmy Uso, Jimmy Uso '14) • Jinder Mahal • John Cena (John Cena, John Cena '03, John Cena '13) • Johnny Gargano • Kalisto • Kane (Kane, Kane '12, Kane '98) • Karl Anderson • Kassius Ohno • Kevin Nash (Diesel, Kevin Nash) • Kevin Owens (Kevin Owens, Kevin Owens '18) • Killian Dain • King Booker • Kofi Kingston (Kofi Kingston, Kofi Kingston '12) • Konnor • Kurt Angle (Kurt Angle '01, Kurt Angle '06) • Kyle O’Reilly • Lars Sullivan • Lex Luger • Lince Dorado • Luke Gallows • Luke Harper (Harper, Luke Harper '14) • Matt Hardy • The Miz (The Miz, The Miz '10) • Mojo Rawley • Montez Ford • Mr. McMahon • Mr. Perfect • Mustafa Ali • Nick Miller • No Way Jose • Noam Dar • Oney Lorcan • Otis Dozovic • Pete Dunne • Primo Colón • R-Truth (R-Truth, R-Truth '12) • Randy Orton (Randy Orton, Randy Orfon '13) • Randy Savage • "Ravishing" Rick Rude • Rezar • Rhyno • Ric Flair (Ric Flair, Ric Flair '88, Ric Flair '91) • Rick Martel • Ricky Morton • Ricky Steamboat '94 • Rikishi • Robert Gibson • The Rock (The Rock, The Rock '01) • Roderick Strong • Roman Reigns • Rusev • Sami Zayn • Samoa Joe • Scott Dawson • Scott Hall (Razor Ramon, Scott Hall) • Seth Rollins • Shane McMahon • Shane Thorne • Shawn Michaels (Shawn Michaels '97, Shawn Michaels '05) • Sheamus • Shelton Benjamin • Shinsuke Nakamura• Sin Cara • Steve Austin • Sting (Sting, Sting '88, Sting '91, Sting '98, Sting '99) • Sycho Sid • Tatanka • Ted DiBiase• Titus O’Neil • TJP • Tony Nese • Triple H (Triple H, Triple H '01, Triple H '14) • Tucker Knight • Tye Dillinger • Tyler Bate • Tyler Breeze • Ultimate Warrior • The Undertaker (The Undertaker, The Undertaker '91) • Vader • Velveteen Dream • Viktor • Xavier Woods • Zack Ryder |
| Podstawowa wersja gry       | Wrestlerki  | Alexa Bliss • Alicia Fox • Alundra Blayze • Asuka • Bayley • Becky Lynch • Beth Phoenix • Bianca Belair • Billie Kay • Brie Bella • Carmella • Charlotte Flair • Dana Brooke • Ember Moon • Ivory • Jacqueline • Kairi Sane • Lana • Liv Morgan • Lita • Mandy Rose • Maryse • Mickie James • Naomi • Natalya • Nia Jax • Nikki Bella • Paige • Peyton Royce • Ruby Riott • Sarah Logan • Sasha Banks • Shayna Baszler • Sonya Deville • Stephanie McMahon • Tamina • Trish Stratus |
| Podstawowa wersja gry       | Managerowie | Bobby Heenan • Drake Maverick • Mr. McMahon • Paul Heyman • Samir Singh • Stephanie McMahon (Stephanie McMahon, Stephanie McMahon '14) • Sunl Singh • Triple H • Zelina Vega |
| Wooooo! Edition Pack!       | Wrestlerzy  | Dusty Rhodes '85 • Randy Savage '92 • Ric Flair • Ricky Steamboat '87 • "Rowdy" Roddy Piper • The Undertaker '02 |
| Rey Mysterio & Ronda Rousey | Wrestlerzy  | Rey Mysterio |
| Rey Mysterio & Ronda Rousey | Wrestlerki  | Ronda Rousey |
| Titans Pack                 | Wrestlerzy  | Bobby Lashley • EC3 • Hanson • Rowe |
| Rising Stars                | Wrestlerzy  | Lio Rush • Mike Kanellis • Ricochet |
| Rising Stars                | Wrestlerki  | Candice Lerae • Dakota Kai • Lacy Evans • Maria Kanellis '08 |

## Soundtrack
W grze można usłyszeć motywy muzyczne prawdziwych wrestlerów, którzy pojawiają się w grze. Oprócz tego różni szczególnie promowani zawodnicy WWE przygotowali listę utworów, które można usłyszeć w menu głównym. Poniżej znajduje się pełna lista utworów, wykonujących je artystów i zawodników, którzy je wybrali. Utwory zostały również opublikowane w Apple Music:
- AWOLNATION – Passion
  - Wybrał Daniel Bryan
- Bullet for My Valentine – Skin
  - Wybrał The Miz
- Eminem – Survival
  - Wybrał A.J. Styles
- Fall Out Boy – Champion
  - Wybrała Alexa Bliss
- Metallica – Spit Out the Bone
  - Wybrał Triple H
- Migos – Work Hard
  - Wybrał Samoa Joe
- Offset i Metro Boomin – Ric Flair Drip
  - Wybrali Ric Flair i Charlotte Flair
- Post Malone (feat. 21 Savage) – rockstar
  - Wybrał Elias
- Rancid – The 11th Hour
  - Wybrał Sami Zayn
- Shinedown – DEVIL
  - Wybrał Baron Corbin
- Slipknot – Override
  - Wybrał Seth Rollins
- Wale – Ungrateful & Thankful
  - Wybrali The New Day

## DLC
| Nazwa                       | Data wydania        | Zawartość (Patrz: Roster)                                                                                                   |
| --------------------------- | ------------------- | --- |
| Accelerator                 | 9 października 2018 | Umożliwia zmianę atrybutów i umiejętności wszystkich wrestlerów i odblokowywanie całej zawartości bez wydawania punktów VC. |
| MyPlayer Kick Start         | 9 października 2018 | Umożliwia odblokowanie więcej opcji rozwoju postaci MyPlayer i przyspieszenie postępów w trybie MyCareer.                   |
| Wooooo! Edition Pack!       | 6 listopada 2018    | Umożliwia pobranie nowych aren, strojów i postaci                                                                           |
| Rey Mysterio & Ronda Rousey | 6 listopada 2018    | Umożliwia pobranie dwóch dodatkowych postaci: Reya Mysterio i Rondy Rousey.                                                 |
| Titans Pack                 | 20 listopada 2018   | Umożliwia pobranie czterech nowych postaci                                                                                  |
| New Moves                   | 18 grudnia 2018     | Umożliwia pobranie 50 nowych ciosów dla wszystkich dostępnych zawodników.                                                   |
| Rising Stars                | 22 stycznia 2019    | Umożliwia pobranie nowych postaci                                                                                           |